# Larry Cohen
Larry Cohen (Kingston, 15 de julho de 1941 – Los Angeles, 24 de março de 2019) foi um roteirista, diretor e produtor de cinema independente estadunidense.

## Carreira
É conhecido por filmes de terror de baixo orçamento. Também foi participante importante nos filmes blaxploitation dos anos 1970.
Dirigiu It's Alive de 1974 e série de filmes Maniac Cop. Roteirizou filmes mais comerciais como o Phone Booth com Colin Farrell e o suspense Cellular com Kim Basinger.
Faleceu em 24 de março de 2019 aos 77 anos.

## Filmografia como diretor
- Black Caesar (1973)
- Hell Up in Harlem (1973)
- It's Alive (1974)
- God Told Me To (1977)
- The Private Files of J. Edgar Hoover (1977)
- Q - The Winged Serpent (1982)
- Perfect Strangers (1984)
- Special Effects (1984)
- The Stuff (1985)
- Deadly Illusion (1987)
- A Return to Salem's Lot (1987)
- The Ambulance (1990)
- As Good Dead (1995)
- Original Gangstas (1996)
- Pick Me Up (2006)

## Filmografia como roteirista
- Sete Homens e Um Destino 2 (1966)
- The Stuff (1985)
- O Retorno a Salem's Lot (1987)
- Maniac Cop (1988)
- Maniac Cop 2 (1990)
- Body Snatchers (1993)
- Maniac Cop 3: Badge of Silence (1993)
- Guilty as Sin (1993)
- The Expert (1995)
- Phone Booth (2002)
- Cellular (2004)
- Cativeiro (2007)